# Емил Спасов
Емил Димитров Спасов е бивш български футболист, бивш директор на Детско-юношеската школа на Левски (София).

## Кратка биография
Роден е на 1 февруари 1956 г. Играе като нападател в Левски от 1974 до 1988 г. с временни прекъсвания, когато преминава в Спартак (Варна), „ИК Браге“ (Швеция) през 1985/86, "Антверпен" (Белгия) през 1986/87 и „Омония (Никозия)“ (Кипър) през 1988/89. През 1990 г. за кратко носи екипа на Осъм Ловеч.
Шампион на България през 1974, 1977, 1979, 1984, 1985 и 1988 г., носител на купата през 1976, 1977, 1979, 1982 и 1984 г. Голмайстор на А група през 1984 г. с 19 гола за „Левски“. Шампион и носител на Суперкупата на Кипър през 1989 г. с „Омония (Никозия)“.
Има 323 мача (от тях 313 за Левски) и 82 гола (от тях 79 за Левски) в А група, 68 мача и 17 гола за купата и 34 мача (8 за КЕШ, 7 за КНК и 19 за УЕФА) и 13 гола (1 за КЕШ, 3 за КНК и 9 за УЕФА) в евротурнирите.
Има и 16 мача и 3 гола в националния отбор. В него дебютира на 12 ноември 1975 г. срещу Испания (1:1). Последният му мач е на 6 февруари 1985 г. срещу Полша (2:2). Техничен, с добър дрибъл и точен удар. Един от силните играчи на „Левски“ в края на 70-те и началото на 80-те години.